# FC Sochaux-Montbéliard
FC Sochaux je francuski nogometni klub iz Montbéliarda koji se trenutačno natječe u Ligue 2.

## Povijest
FC Sochaux je osnovan 1928. godine u istoimenom naselju kao klub radnika tvornice automobila Peugeot. Idućih godina, klub je privukao talentirane engleske nogometaše, te je postao prvi profesionalni francuski klub. Dva puta je osvajao francusko prvenstvo, 1935. i 1938. Posljednji veći uspjeh im je osvajanje Francuskog kupa 2007. Poznat je po odličnom omladinskom pogonu.   

## Klupski uspjesi

### Domaći uspjesi
Ligue 1:
- Prvak (2): 1934./35., 1937./38.
- Drugi (3): 1936./37., 1952./53., 1979./80.

Ligue 2:
- Prvak (2): 1947., 2001.
- Drugi (2): 1964.,1988.

Coupe de France:
- Prvak (2): 1937., 2007.
- Finalist (3): 1959., 1967., 1988.

Coupe de la Ligue:
- Prvak (1): 2004.
- Finalist (1): 2003.

## Poznati bivši igrači
| - Philippe Anziani - Joël Bats - Bernard Bosquier - Pierre-Alain Frau - Bernard Genghini - Lucien Laurent - Jean-Jacques Marcel - André Maschinot - Stéphane Paille - Benoït Pedretti - Claude Quittet - Patrick Revelli - Albert Rust - Franck Sauzée - Franck Silvestre - Gérard Soler - Yannick Stopyra - Maryan Wisniewski | - Karim Ziani - Abdel Djaadaoui - Wilson Oruma - Souleymane Diawara - El-Hadji Diouf - Ibrahim Tall - Janos Szabo - Henk Vos - André Abegglen - Mehmed Baždarević - Faruk Hadžibegić - Dobrosav Krstić - Vojislav Melić - Laslo Seleš - Zvonko Ivezić - Mevlüt Erdinç - Miguel Angel Lauri - Ilan |

## Treneri
| - Maurice Bailly 1928. – 1929. - Victor Gibson 1929. – 1934. - Maurice Bailly 1934. - Conrad Ross 1934. – 1936. - André Abegglen 1936. - Conrad Ross 1936. – 1939. - Paul Wartel 1939. – 1944. - Étienne Mattler 1944. – 1946. - Paul Wartel 1946. – 1952. - Gaby Dormois 1952. – 1957. - Paul Wartel 1957. – 1960. - Ludvic Dupal 1960. – 1962. - Roger Hug 1962. – 1966. - Georges Vuillaume 1966. – 1967. - Dobrosav Krstić 1967. – 1969. - Paul Barret 1969. – 1977. - Jean Fauvergue 1977. – 1981. - Pierre Mosca 1981. – 1984. - Silvester Takač 1984. – 1985. - Jean Fauvergue 1985. – 1987. | - Paul Barret 1987. - Silvester Takač 1987. – 1994. - Jacques Santini 1994. – 1995. - Didier Notheaux 1995. – 1996. - Faruk Hadžibegić 1996. – 1998. - Philippe Anziani 1998. – 1999. - Jean Fernandez 1999. – 2002. - Guy Lacombe 2002. – 2005. - Dominique Bijotat 2005. – 2006. - Alain Perrin 2006. – 2007. - Frédéric Hantz 2007. - Jean-Luc Ruty 2007. - Francis Gillot 2008. – 2011. - Mehmed Baždarević 2011. – 2012. - Eric Hély 2012. – 2013. - Omar Daf 2013. - Hervé Renard 2013. – 2014. - Olivier Echouafni 2014. – 2015. - Albert Cartier 2015. – 2017. - Peter Zeidler 2017. - |

## Vanjske poveznice
- Službena stranica (fr.)